# Wakatipu
Lake Wakatipu je ledovcové jezero na Jižním ostrově na Novém Zélandu. Nachází se v jihozápadní části regionu Otago, nedaleko hranice s regionem Southland. Jméno jezera pochází z původního Maorského názvu Whakatipu wai-māori.
Se svými 75 kilometry délky je to nejdelší novozélandské jezero, a je zároveň třetí největší s rozlohou 850 km². Je rovněž hluboké 420 metrů, přičemž se jeho nejnižší bod nachází 110 metrů pod úrovní moře. Hladina jezera se nachází 310 metrů nad mořskou hladinou. Jezero má přibližně tvar "N".
Jezero je obklopeno horami a je známé pro krásnou scenérii. Nachází se mezi dvěma pohoří, The Remarkables a Hector Mountains. Jezero brázdí již více než sto let parník TSS Earnslaw, který má kotviště v Queenstownu. Nedaleko jezera se nachází několik vinic.